# Diaulota uenoi
Diaulota uenoi är en skalbaggsart som först beskrevs av K. Sawada 1955.  Diaulota uenoi ingår i släktet Diaulota och familjen kortvingar. Inga underarter finns listade i Catalogue of Life.